# Lisztes Krisztián (labdarúgó, 1976)
Lisztes Krisztián (Budapest, 1976. július 2. –) 49-szeres magyar válogatott labdarúgó, edző.

## Pályafutása
Az 1990-es évek és az ezredforduló egyik legjobb magyar játékosa. 1993-ban, 17 évesen játszotta első mérkőzését a Ferencváros felnőtt csapatában. A remek középpályás, az itthon eltöltött 3 év alatt meghatározó játékossá nőtte ki magát. A Fradi 2-szeres bajnok, kupagyőztes és Bajnokok Ligája résztvevő a vezérletével. Az első magyar gólszerző a BL-ben.
A válogatottban 1994-ben mutatkozott be, 18 éves korában.
1995-ben harcolta ki az olimpiai válogatottal az olimpiai részvételt, amelynek utolsó lépcsőfoka az emlékezetes Magyarország-Skócia találkozó az Üllői úton. Az olimpián a válogatott ugyan mindhárom mérkőzését elveszítette, mégsem vallott szégyent.
1996-ban a Stuttgart szerződtette, de még fél évet játszott a Fradiban. A Stuttgarttal német kupa-győztes és KEK- döntős lett. A sváboknál eltöltött idő alatt csak másodhegedűs szerep jutott neki a bolgár csillag Krasimir Balakov mögött a csapat játékmesteri posztján, de a négy és fél év során mégis több mint százszor lépett pályára a Bundesligában.
2001 nyarától az Werder Bremen játékosa volt. A csapattal bajnoki címet szerzett a 2003–2004-es idényben. Sajnálatos sérüléséig a csapat összes (30) mérkőzésen pályára lépett, egyedüliként a brémaiak közül. Bár a bajnokavatón (két mankóval a kezeiben) már ő is jelen volt. A kezelések hosszú sorozata csak évekkel később hozta meg számára a teljes gyógyulást.
2008. február 26-án aláírta új (fél plusz 1 éves) szerződését a Ferencváros csapatával, de fél év után a REAC-hoz igazolt.
2009. január 12-én ingyen a Hansa Rostock csapatához igazolt, mellyel 2009. június 30-ig szóló szerződést írt alá, amit nem hosszabbított meg. Ezt követően az NB I-es Pakshoz szerződött. Innen 2010 év végén távozott, mivel nem jutott elegendő játéklehetőséghez.
A téli felkészülést a REAC-ban kezdte meg, Mátyus János, korábbi játékostársa vezetésével. Februárban próbajátékra hívta a Vasas, ahol meggyőzte Komjáti András vezetőedzőt, így a klub szerződést kínált neki, melyet el is fogadott.
2011 nyarán meglepetésre visszatért az FTC-hez.
2012-ben a Ferencváros vezetősége úgy döntött, hogy az ő és mások szerződését nem kívánja meghosszabbítani, így távoznia kellett a klubtól. Ezt követően a Szeged 2011 játékosa lett. 2013 januárjában a Soroksár SC-hez igazolt.

## Családja
Fia, ifj. Lisztes Krisztián utánpótlás válogatott labdarúgó, aki jelenleg a Ferencváros játékosa.

## Sikerei, díjai

### Klubcsapatokkal
- Ferencváros:
  - Magyar bajnok (2): 1995, 1996
  - Magyarkupa-győztes (2): 1994, 1995,
  - Magyarkupa-döntős (1): 1995
  - Magyar szuperkupa-győztes (2): 1994, 1995
  - Bajnokok ligája csoportkör (1): 1995-1996
  - Magyar másodosztály bronzérmes (1): 2008
- VfB Stuttgart :
  - Német kupa-győztes (1): 1997
  - KEK-döntős (1): 1998
  - Intertotó-kupa-győztes (1): 2000
- Werder Bremen :
  - Német bajnok (1): 2004
  - Német kupa-győztes (1): 2004
- Paks:
  - Ligakupa-döntős (1): 2010

### Válogatottal
- Magyarország:
  - Olimpia-csoportkörös (1): 1996

## Statisztika

### Mérkőzései a válogatottban
| Magyarország | Magyarország         | Magyarország                       | Magyarország        | Magyarország | Magyarország     | Magyarország       | Magyarország | Magyarország   |
| #            | Dátum                | Helyszín                           | Hazai               | Eredmény     | Vendég           | Kiírás             | Gólok        | Esemény        |
| ------------ | -------------------- | ---------------------------------- | ------------------- | ------------ | ---------------- | ------------------ | ------------ | -------------- |
| 1.           | 1994. október 12.    | Budapest, Népstadion               | Magyarország        | 0 – 0        | Németország      | barátságos         | -            | 66'            |
| 2.           | 1996. április 10.    | Eszék                              | Horvátország        | 4 – 1        | Magyarország     | barátságos         | -            | 46'            |
| 3.           | 1996. május 18.      | London, Wembley Stadion            | Anglia              | 3 – 0        | Magyarország     | barátságos         | -            | 82'            |
| 4.           | 1996. június 1.      | Budapest, Népstadion               | Magyarország        | 0 – 2        | Olaszország      | barátságos         | -            | 75'            |
|              | 1996. július 21.     | Orlando, Citrus Bowl (USA)         | Nigéria             | 1 – 0        | Magyarország     | olimpiai D csoport | -            |                |
|              | 1996. július 23.     | Miami, Orange Bowl (USA)           | Brazília            | 3 – 1        | Magyarország     | olimpiai D csoport | -            | 66'            |
|              | 1996. július 25.     | Orlando, Citrus Bowl (USA)         | Japán               | 3 – 2        | Magyarország     | olimpiai D csoport | -            | 76'            |
| 5.           | 1998. március 25.    | Bécs, Ernst Happel Stadion         | Ausztria            | 2 – 3        | Magyarország     | barátságos         | -            |                |
| 6.           | 1998. április 22.    | Teherán, Azadi Stadion (IRN)       | Macedónia           | 0 – 0        | Magyarország     | LG-kupa            | -            | 80'            |
| 7.           | 1998. május 27.      | Nyíregyháza, Városi Stadion        | Magyarország        | 1 – 0        | Litvánia         | barátságos         | -            | 82'            |
| 8.           | 1998. augusztus 19.  | Zalaegerszeg, ZTE Stadion          | Magyarország        | 2 – 1        | Szlovénia        | barátságos         | -            | 46'            |
| 9.           | 1998. szeptember 6.  | Budapest, Népstadion               | Magyarország        | 1 – 3        | Portugália       | Eb-selejtező       | -            |                |
| 10.          | 1998. október 10.    | Bakı, Tofik Bahramov Stadion       | Azerbajdzsán        | 0 – 4        | Magyarország     | Eb-selejtező       | -            | 75'            |
| 11.          | 1998. október 14.    | Budapest, Népstadion               | Magyarország        | 1 – 1        | Románia          | Eb-selejtező       | -            | 76'            |
| 12.          | 2000. március 29.    | Debrecen, Oláh Gábor utcai stadion | Magyarország        | 0 – 0        | Lengyelország    | barátságos         | -            | 79'            |
| 13.          | 2000. május 31.      | Győr, Rába ETO Stadion             | Magyarország        | 2 – 2        | Szaúd-Arábia     | barátságos         | -            |                |
| 14.          | 2000. június 3.      | Budapest, Fáy utcai Stadion        | Magyarország        | 2 – 1        | Izrael           | barátságos         | -            | 46'            |
| 15.          | 2000. augusztus 16.  | Budapest, Népstadion               | Magyarország        | 1 – 1        | Ausztria         | barátságos         | -            |                |
| 16.          | 2000. szeptember 3.  | Budapest, Népstadion               | Magyarország        | 2 – 2        | Olaszország      | vb-selejtező       | -            |                |
| 17.          | 2000. október 11.    | Kaunas                             | Litvánia            | 1 – 6        | Magyarország     | vb-selejtező       | 1            | 84' (11-esből) |
| 18.          | 2000. november 15.   | Szkopje                            | Macedónia           | 0 – 1        | Magyarország     | barátságos         | -            |                |
| 19.          | 2001. február 28.    | Zenica                             | Bosznia-Hercegovina | 1 – 1        | Magyarország     | barátságos         | -            | 65'            |
| 20.          | 2001. március 7.     | Ammán                              | Jordánia            | 1 – 1        | Magyarország     | barátságos         | -            |                |
| 21.          | 2001. április 25.    | Budapest, Üllői úti Stadion        | Magyarország        | 0 – 0        | Finnország       | barátságos         | -            | 46'            |
| 22.          | 2001. június 2.      | Bukarest                           | Románia             | 2 – 0        | Magyarország     | vb-selejtező       | -            |                |
| 23.          | 2001. június 6.      | Budapest, Népstadion               | Magyarország        | 4 – 1        | Grúzia           | vb-selejtező       | -            | 81'            |
| 24.          | 2001. augusztus 15.  | Budapest, Népstadion               | Magyarország        | 2 – 5        | Németország      | barátságos         | -            | 79'            |
| 25.          | 2001. szeptember 1.  | Tbiliszi                           | Grúzia              | 3 – 1        | Magyarország     | vb-selejtező       | -            |                |
| 26.          | 2001. szeptember 5.  | Budapest, Népstadion               | Magyarország        | 0 – 2        | Románia          | vb-selejtező       | -            |                |
| 27.          | 2001. október 6.     | Parma                              | Olaszország         | 1 – 0        | Magyarország     | vb-selejtező       | -            | 55'            |
| 28.          | 2001. november 14.   | Budapest, Megyeri úti Stadion      | Magyarország        | 5 – 0        | Macedónia        | barátságos         | 2            | 4' 74' 77'     |
| 29.          | 2002. február 12.    | Lárnaka (CYP)                      | Magyarország        | 0 – 2        | Csehország       | barátságos         | -            |                |
| 30.          | 2002. február 13.    | Limassol (CYP)                     | Magyarország        | 1 – 2        | Svájc            | barátságos         | -            | 46'            |
| 31.          | 2002. március 27.    | Chișinău                           | Moldova             | 0 – 2        | Magyarország     | barátságos         | -            | 73'            |
| 32.          | 2002. április 17.    | Debrecen                           | Magyarország        | 2 – 5        | Fehéroroszország | barátságos         | -            |                |
| 33.          | 2002. augusztus 21.  | Budapest, Puskás Ferenc Stadion    | Magyarország        | 1 – 1        | Spanyolország    | barátságos         | -            | 46'            |
| 34.          | 2002. szeptember 7.  | Reykjavík                          | Izland              | 0 – 2        | Magyarország     | barátságos         | -            | 46'            |
| 35.          | 2002. október 12.    | Stockholm, Råsunda Stadion         | Svédország          | 1 – 1        | Magyarország     | Eb-selejtező       | -            |                |
| 36.          | 2002. október 16.    | Budapest, Megyeri úti Stadion      | Magyarország        | 3 – 0        | San Marino       | Eb-selejtező       | -            | 86'            |
| 37.          | 2002. november 20.   | Budapest, Üllői úti Stadion        | Magyarország        | 1 – 1        | Moldova          | barátságos         | -            |                |
| 38.          | 2003. február 12.    | Lárnaka (CYP)                      | Bulgária            | 1 – 0        | Magyarország     | barátságos         | -            |                |
| 39.          | 2003. március 29.    | Chorzów                            | Lengyelország       | 0 – 0        | Magyarország     | Eb-selejtező       | -            |                |
| 40.          | 2003. április 2.     | Budapest, Puskás Ferenc Stadion    | Magyarország        | 1 – 2        | Svédország       | Eb-selejtező       | 1            | 65'            |
| 41.          | 2003. április 30.    | Budapest, Megyeri úti Stadion      | Magyarország        | 5 – 1        | Luxemburg        | barátságos         | 1            | 61' 78'        |
| 42.          | 2003. június 7.      | Budapest, Puskás Ferenc Stadion    | Magyarország        | 3 – 1        | Lettország       | Eb-selejtező       | -            | 78'            |
| 43.          | 2003. június 11.     | Serravalle                         | San Marino          | 0 – 5        | Magyarország     | Eb-selejtező       | 2            | 21' 81'        |
| 44.          | 2003. augusztus 20.  | Muraszombat                        | Szlovénia           | 2 – 1        | Magyarország     | barátságos         | -            |                |
| 45.          | 2003. szeptember 10. | Riga, Skonto stadion               | Lettország          | 3 – 1        | Magyarország     | Eb-selejtező       | 1            | 52'            |
| 46.          | 2003. október 11.    | Budapest, Puskás Ferenc Stadion    | Magyarország        | 1 – 2        | Lengyelország    | Eb-selejtező       | -            |                |
| 47.          | 2003. november 19.   | Budapest, Üllői úti Stadion        | Magyarország        | 0 – 1        | Észtország       | barátságos         | -            | 62'            |
| 48.          | 2004. február 18.    | Páfosz (CYP)                       | Magyarország        | 2 – 0        | Örményország     | barátságos         | 1            | 75' 83'        |
| 49.          | 2004. március 31.    | Budapest, Puskás Ferenc Stadion    | Magyarország        | 1 – 2        | Wales            | barátságos         | -            | 34' 52'        |
|              | Összesen             |                                    |                     | 49           | mérkőzés         |                    | 9            | gól            |